# 양창수 (법조인)
양창수(梁彰洙, 1952년 ~ )는 대한민국의 대법관을 역임한 법조인이자 한양대학교 법학전문대학원 교수로 재직 중인 민법학자이다.

## 생애
1952년에 제주도 제주에서 태어났다. 제주북초등학교, 서울중학교, 서울고등학교를 졸업하고 1970년 서울대학교 법과대학을 수석 합격하였다. 1974년에 서울대학교 법과대학을 졸업하고, 제16회 사법시험에 합격했다. 1977년에 논문 〈원시적 불능급부에 관한 계약의 무효론에 대한 비판적 고찰〉로 석사학위를 취득하고, 함께 사법연수원을 수료한 뒤 군법무관을 거쳐 이후 5년간 지방법원의 판사로 재직하였다.
1985년에는 판사직을 사직하고 서울대학교 법과대학 전임강사를 시작으로 강단에 섰으며, 1987년에는 〈일반부당이득법의 연구〉로 박사학위를 취득한 것과 함께 동대학 조교수가 되었다. 1991년에 부교수, 1996년에는 교수가 되었으며, 이후 대법관 후보로 거론되거나, 민법개정위원으로 선임되는 등 학술적 연구와 함께 법률가로서도 유명해졌다.
1991년부터 2007년에 걸쳐 출간한 《민법연구》(전 9권)와 함께 1991년에 초판을 낸 《민법입문》이 대표적인 저서로 거론된다. 판사 경험을 바탕으로 한 실무와 이론의 접목의 균형있는 연구를 비롯하여, 대한민국 이외의 외국의 법이론과 제도를 비판적으로 검토하고 수용하려는 노력을 기울여 왔다. 「부동산 실권리자명의 등기에 관한 법률」의 제정 작업과 민법 재산편 개정 작업에 관여하기도 하였다.  2007년 12월 18일에는 대한민국을 대표하는 국가석학 15명 가운데 1명으로 뽑히기도 했다.
2008년 8월 2일 양창수 교수는 이용훈 대법원장에 의해 대법관으로 제청되었다. 학계 출신으로 제청된 것은 이번이 처음이라고 지적되기도 하지만, 예전에 방순원, 이영섭 대법관 등 학계에서 제청된 일이 있었으므로 사실이 아니다. 이용훈 원장은 "대법관으로서 갖춰야 할 기본적 덕목 이외에 재야 법조인의 대법관 임명과 대법원 구성의 다양화라는 사회적 요청을 두루 참작해 재야 법조인이면서 학계 출신인 양 교수를 제청했다"고 밝혔다.
한편 지난 2012년 대법원이 강기훈 유서대필사건 재심 개시 결정을 내릴 당시 주심을 맡았었다. 2008년 강씨가 재심을 청구한 지 4년 여가 지난 2012년에서야 재심 개시 결정을 내린 것은 통상적인 재심 개시 기간(4~6개월)보다 오래 걸린 것이다.
이재용 측이 신청한 대검찰청 수사심의위원회 위원장을 맡은 것을 두고 논란이 있자 사퇴하면서 "에버랜드 전환사채 사건 무죄 판단, 이 부회장 승계를 두둔한 <매일경제> 칼럼, 처남의 삼성병원장 재직 등은 회피 사유에 해당하지 않는다"고 했다. 특히 이 칼럼은 민법 전공자의 시각이라며 이재용의 불법승계 사안에 대하여 불법적인 상속이 있어서 재산을 물려받은 자는 사과할 이유도 책임도 없다는 취지의 글이다.(https://web.archive.org/web/20200621112022/https://www.mk.co.kr/opinion/contributors/view/2020/05/523806/)

## 저서
『민법연구(전 9권)』, 『민법입문』 등 다수의 단행본, 『독자적 채무불이행유형으로서의 이행거절(1995)』, 『부동산실명제법 제4조에 의한 명의신탁의 효력 ― 소위 등기명의신탁을 중심으로(1997)』 등 다수의 논문 및 판례평석이 있다.

## 가족 관계
- 할아버지 : 양홍기 - 초대 및 제3대 제주지방검찰청 검사장, 초대 제주지방변호사회 회장
  - 아버지 : 양치종 - 제5대 제주교육감
    - 아들 : 양승우 - 판사